# Дмитриевка (Эртильский район)
Дмитриевка — посёлок в Эртильском районе Воронежской области России. Входит в состав Первоэртильского сельского поселения.

## География
Посёлок находится в северной части Воронежской области, в лесостепной зоне, в пределах Окско-Донской равнины, на расстоянии примерно 7 километров (по прямой) к югу от города Эртиль, административного центра района. Абсолютная высота — 167 метров над уровнем моря.
Часовой пояс
Посёлок Дмитриевка, как и вся Воронежская область, находится в часовой зоне МСК (московское время). Смещение применяемого времени относительно UTC составляет +3:00.

## Население
| 2000 | 2010 |
| ---- | ---- |
| 324  | ↘302 |

Гендерный состав
По данным Всероссийской переписи населения 2010 года в гендерной структуре населения мужчины составляли 46,4 %, женщины — соответственно 53,6 %.
Национальный состав
Согласно результатам переписи 2002 года, в национальной структуре населения русские составляли 97 %.

## Улицы
Уличная сеть посёлка состоит из четырёх улиц:
им. Фрунзе
Городская
Полевая
Морская